# Ophiotrochus
Ophiotrochus is een geslacht van slangsterren uit de familie Ophiolepididae. De wetenschappelijke naam van het geslacht werd in 1878 voorgesteld door Theodore Lyman. Hij plaatste als enige soort Ophiotrochus panniculus in het geslacht, die daarmee automatisch de typesoort werd.

## Soorten
- Ophiotrochus longispinus H.L. Clark, 1911
- Ophiotrochus panniculus Lyman, 1878